# إدواردو ليمان
إدواردو ليمان (بالبرتغالية: Eduardo Lehman‏) هو مجدف برازيلي، (و. 1910  م).

## وصلات خارجية
- إدواردو ليمان على موقع الاتحاد الدولي للتجديف (الإنجليزية)
- إدواردو ليمان على موقع أوليمبيديا (الإنجليزية)